# Злотория (гміна)
Гміна Злотория (пол. Gmina Złotoryja) — сільська гміна у південно-західній Польщі. Належить до Злоторийського повіту Нижньосілезького воєводства.
Станом на 31 грудня 2011 у гміні проживало 7135 осіб.

## Площа
Згідно з даними за 2007 рік площа гміни становила 145.07 км², у тому числі:
- орні землі: 77.00%
- ліси: 14.00%

Таким чином, площа гміни становить 25.21% площі повіту.

## Населення
Станом на 31 грудня 2011:
| Опис     | Загалом | Загалом | Чоловіки | Чоловіки | Жінки | Жінки |
| -------- | ------- | ------- | -------- | -------- | ----- | ----- |
| одиниця  | осіб    | %       | осіб     | %        | осіб  | %     |
| все      | 7135    | 100     | 3532     | 49.50    | 3603  | 50.50 |
| міське   | 0       | 100     | 0        |          | 0     |       |
| сільське | 7135    | 100     | 3532     | 49.50    | 3603  | 50.50 |

## Сусідні гміни
Гміна Злотория межує з такими гмінами: Хойнув, Кротошице, Менцинка, Мілковіце, Пельґжимка, Швежава, Заґродно, Злотория.